# Синиця Михайло Софронович
Миха́йло Софро́нович Сини́ця (1913 , Орловець, Черкаський повіт, Київська губернія, Російська імперія  — грудень 1985 , Київ ) — український радянський господарський, державний і партійний діяч. Член ЦК КПУ з 29 вересня 1952 по 19 березня 1971 року. Кандидат у члени Президії ЦК КП України з 2 липня 1960 по 19 травня 1961 року. Член ЦК КПРС з 31 жовтня 1961 по 30 березня 1971 року. Обирався депутатом Верховної Ради СРСР 3—7-го скликань і Верховної Ради УРСР 8-го скликання.

## Біографія

Могила Михайла Синиці

Народився в 1913 році в селі Орловці Київської губернії (нині Городищенського району Черкаської області). Після закінчення семирічної школи працював обліковцем на будівництві в селі Узині. Член ВЛКСМ з 1927 року. З 1928 року навчався в училищі цукровиків та працював на Миронівському цукровому заводі. Потім навчався в Таращанському механічному технікумі і одночасно працював слюсарем в майстернях.
Після закінчення технікуму 1931 року поступив на механічний факультет Київського політехнічного інституту, який закінчив у 1936 році, здобувши кваліфікацію інженера-механіка.
У 1936—1941 роках — інженер-конструктор, начальник конструкторської групи, начальник цеху, начальник конструкторського сектора суднобудівного заводу «Ленінська кузня» у Києві.
На початку німецько-радянської війни брав участь в евакуації заводу та введенню його в дію на сході СРСР. У 1941–1944 роках — начальник конструкторського сектора заводу в Татарській АРСР.
Член ВКП(б) з 1942 року.
У 1944—1947 роках — начальник конструкторського відділу, заступник головного конструктора, у 1947—1949 роках — секретар партійної організації, у 1949—1950 роках — директор заводу «Ленінська кузня» в Києві.
2 лютого 1950 — червень 1960 року — 1-й секретар Київського міського комітету КПУ.
З 9 червня 1960 до березня 1961 року — голова Української республіканської ради профспілок.
З 8 лютого 1961 по січень 1963 року — 1-й секретар Одеського обласного комітету КП України. З 10 січня 1963 по грудень 1964 року — 1-й секретар Одеського промислового обласного комітету КП України. З грудня 1964 по 6 травня 1970 року — 1-й секретар Одеського обласного комітету КП України.
З 1 серпня 1970 по 1973 рік — начальник Головного управління річкового флоту при Раді Міністрів Української РСР.
Жив у Києві. Помер у грудні 1985 році. Похований на Байковому кладовищі.

## Нагороди
- три ордени Леніна (1963)
- орден Трудового Червоного Прапора
- медалі